# Giovanni da Carignano

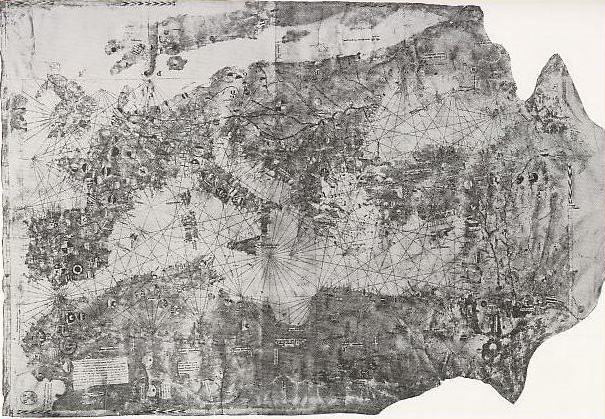
Carte portulan de Giovanni da Carignano

Giovanni da Carignano, aussi appelé dans des documents latins Johannes de Mauro († 1329 ou 1330), né et mort à Gênes (dont Carignano est un quartier), est un prêtre connu pour avoir réalisé un portulan qui a fait date dans l'histoire de la cartographie.

## Biographie
Prêtre du diocèse depuis 1291, il devint avant 1314 recteur de la paroisse San Marco del Molo, près du port de Gênes (ayant eu cette année-là un conflit avec l'archevêque à propos du fait qu'il louait les locaux paroissiaux à des marchands). Deux documents notariés établissent qu'il mourut entre le 1er septembre 1329 et le 6 mai 1330 ; le second révèle qu'il avait un frère notaire et un autre médecin.
Il est contemporain d'un autre cartographe génois, Pietro Vesconte, qui produisit entre 1311 et 1327 plusieurs portulans et atlas. L'un et l'autre réalisèrent des cartes qu'ils signèrent, ce qui était une nouveauté. On connaît de Giovanni un portulan non daté (réalisé dans les années 1310 ou 1320) et portant la légende « Johannes presbyter rector Sancti Marci de portu Ianue me fecit » ; conservé autrefois à l'Archivio di Stato de Florence, il a été détruit en 1943 lors d'un bombardement de Naples où il était temporairement exposé ; on en garde une reproduction photographique, et les observations faites sur lui antérieurement à cette date. Il était déjà très abîmé, notamment sur les bords, bien avant sa destruction.
La carte couvrait l'Europe (y compris la Scandinavie, correctement présentée comme une péninsule), le nord de l'Afrique et le Proche-Orient. Sa nouveauté consiste notamment dans l'effort fait par l'auteur pour rassembler des informations sans s'en tenir à la géographie traditionnelle héritée de l'Antiquité. Il s'est informé auprès des marchands génois, l'un d'eux qui était allé à Sijilmassa l'a renseigné sur le commerce transsaharien. Il a rencontré des ambassadeurs de pays lointains faisant étape à Gênes dont une délégation éthiopienne de trente membres, envoyée par le négus Ouédem-Arad, qui s'arrêta dans la ville vers 1310 avant de se rendre auprès du roi de Castille, puis du pape Clément V (à Avignon), pour leur proposer une alliance contre les musulmans. On sait que Giovanni a fait aussi au moins un voyage en Sicile en 1316.
La carte elle-même, telle que conservée jusqu'en 1943, ne comportait pas de notices, mais un écrivain de la fin du XVe siècle, le religieux augustin Jacopo Filippo Foresti, auteur d'un ouvrage historiographique intitulé Supplementum chronicarum, publié à Venise en 1483, cite un texte qu'il appelle la Mappa mundi de Giovanni da Carignano, sans qu'on sache exactement le rapport qu'il entretenait avec la carte elle-même (commentaire séparé, ou inscriptions figurant à l'origine sur les bords). Ce texte fait notamment de Giovanni le premier auteur connu qui ait identifié le Prêtre Jean de la tradition (remontant au XIIe siècle) avec l'empereur chrétien d'Éthiopie.